# Tenuipalpus crassulus
Tenuipalpus crassulus är en spindeldjursart som beskrevs av Baker och James P. Tuttle 1972. Tenuipalpus crassulus ingår i släktet Tenuipalpus och familjen Tenuipalpidae. Inga underarter finns listade i Catalogue of Life.